# دالوگاما
دالوگاما (به لاتین: Dalugama) یک منطقهٔ مسکونی در سری‌لانکا است که در ناحیه کلمبو واقع شده‌است. دالوگاما ۷۴٬۴۲۸ نفر جمعیت دارد.